# Рай Тауншип (округ Перрі, Пенсільванія)
Рай Тауншип (англ. Rye Township) — селище (англ. township) в США, в окрузі Перрі штату Пенсільванія. Населення — 2263 особи (2020).

## Демографія
Згідно з переписом 2010 року, у селищі мешкали 2364 особи в 910 домогосподарствах у складі 731 родини. Було 941 помешкання
Расовий склад населення:
| - 98,1 % — білих - 0,3 % — чорних або афроамериканців - 0,2 % — азіатів - 0,1 % — вихідців з тихоокеанських островів - 0,1 % — корінних американців |

До двох чи більше рас належало 1,2 %. Частка іспаномовних становила 0,9 % від усіх жителів.
За віковим діапазоном населення розподілялося таким чином: 19,5 % — особи молодші 18 років, 66,6 % — особи у віці 18—64 років, 13,9 % — особи у віці 65 років та старші. Медіана віку мешканця становила 46,0 року. На 100 осіб жіночої статі у селищі припадало 100,7 чоловіків;  на 100 жінок у віці від 18 років та старших — 102,6 чоловіків також старших 18 років.
Середній дохід на одне домашнє господарство  становив 91 365 доларів США (медіана — 86 125), а середній дохід на одну сім'ю — 100 019 доларів (медіана — 92 717). Медіана доходів становила 58 319 доларів для чоловіків та 40 938 доларів для жінок. За межею бідності перебувало 2,5 % осіб, у тому числі 0,0 % дітей у віці до 18 років та 0,0 % осіб у віці 65 років та старших.
Цивільне працевлаштоване населення становило 1239 осіб. Основні галузі зайнятості: освіта, охорона здоров'я та соціальна допомога — 19,0 %, фінанси, страхування та нерухомість — 15,0 %, транспорт — 11,5 %, публічна адміністрація — 11,1 %.